# Patrick Plisson
Patrick Plisson (Orléans,10 de mayo de 1952) fue un piloto de motociclismo francés que participó en el Campeonato del Mundo de Motociclismo entre 1976 y 1979. Sus mejore años fueron en 1978 y 1979 en las que acabó tercero en la clasificación general de 50 cc.

## Biografía
Plisson debutó en el mundo de motociclismo en 1973 en la subida de la colina de Lapize con una Aermacchi de 125cc. En 1975, se convertiría en el campeón francés de la categoría de 50 cc con una Kreidler y de 125cc con Yamaha.
En 1976, gracias a su destacada temporada en 1975, Morbidelli le decide dar una moto para poder debutar en el Mundial de Motociclismo. Su debut fue el Gran Premio de Bélgica en 125cc donde acabó cuarto.
En 1977, Plisson pilota una ABF con la que hizo una temporada excelente. Terminó quinto en la clasificación general y consiguió su primer podio en Gran Premio de Yugoslavia en 50cc, por detrás de justo detrás de Ángel Nieto y Ricardo Tormo. Sin embargo, en 125, debido a una serie de incidentes, Patrick solo anotó dos puntos en el Gran Premio de Finlandia.
En 1978, Patrick pilota una ABF en 50 cc y una Morbidelli en 125 cc. En el octavo de litro, terminó el campeonato en la 11.ª posición con 20 puntos. Pero es especialmente en 50cc donde el francés destcaría acabando en tercer ligar en la clasificación general con 4 podios (3.º en España, 2.º en Italia, 3.º en Holanda, 3.º en Yugoslavia).
En 1979, repite las motos de la temporada anterior. No le va muy bien en 125cc, donde acaba en el puesto 23 del campeonato con 12 puntos. Sin embargo, en 50cc, Plisson vuelve a hacer una gran temporadfa con otro tercer puesto en la general por detrás de Eugenio Lazzarini y del suizo Rolf Blatter. Ese año, Patrick sube dos veces en el podio (España 2.º y Holanda)  
Patrick termina su carrera de piloto profesional el 6 de abril de 1980 en Castellet, la misma carrera en la que Olivier Chevalier perdió la vida.

## Resultados en el Campeonato del Mundo
Sistema de puntuación desde 1969 hasta 1987:
| Posición | 1.º | 2.º | 3.º | 4.º | 5.º | 6.º | 7.º | 8.º | 9.º | 10.º |
| Puntos   | 15  | 12  | 10  | 8   | 6   | 5   | 4   | 3   | 2   | 1    |

### Carreras por año
(Carreras en negrita indica pole position, carreras en cursiva indica vuelta rápida)
| Año  | Cat.  | Equipo           | 1       | 2       | 3       | 4       | 5       | 6       | 7       | 8       | 9       | 10      | 11      | 12      | 13      | Pts. | Pos. |
| ---- | ----- | ---------------- | ------- | ------- | ------- | ------- | ------- | ------- | ------- | ------- | ------- | ------- | ------- | ------- | ------- | ---- | ---- |
| 1976 | 50cc  | Morbidelli       | FRA DNQ |         | NAC -   | YUG -   |         | NED -   | BEL -   | SUE -   | FIN -   |         | ALE -   | ESP -   |         | 0    | -    |
| 1976 | 125cc | Morbidelli       |         | AUT -   | NAC -   | YUG -   |         | NED -   | BEL 6   | SUE -   | FIN -   |         | ALE -   | ESP Ret |         | 5    | 23.º |
| 1977 | 50cc  | ABF              |         |         | ALE 7   | NAC 8   | ESP Ret |         | YUG 3   | NED 6   | BEL 7   | SUE Ret |         |         |         | 26   | 5.º  |
| 1977 | 125cc | Morbidelli       | VEN -   | AUT Ret | ALE 15  | NAC 15  | ESP Ret | FRA -   | YUG -   | NED Ret | BEL 15  | SUE -   | FIN 9   |         | GBR 12  | 2    | 33.º |
| 1977 | 250cc | Yamaha           | VEN -   |         | GER -   | NAT -   | ESP -   | FRA -   | YUG -   | NED -   | BEL -   | SWE -   | FIN DNQ | CZE -   | GBR -   | 0    | -    |
| 1978 | 50cc  | ABF              |         | ESP 3   |         |         | NAC 2   | NED 3   | BEL 8   |         |         |         | ALE -   | CHE 8   | YUG 3   | 48   | 3.º  |
| 1978 | 125cc | ABF y Morbidelli | VEN -   | ESP 10  | AUT 11  | FRA 8   | NAC DNQ | NED 4   | BEL 5   | SUE 11  | FIN 11  | GBR Ret | ALE -   |         | YUG 9   | 20   | 11.º |
| 1979 | 50cc  | ABF              |         |         | ALE Ret | NAC 6   | ESP 2   | YUG Ret | NED 2   | BEL DNS |         |         |         |         | FRA 8   | 32   | 3.º  |
| 1979 | 125cc | Morbidelli       | VEN 10  | AUT 6   | ALE Ret | NAC Ret | ESP 5   | YUG Ret | NED Ret | BEL DNS | SUE Ret | FIN Ret | GBR 14  | CHE Ret | FRA Ret | 12   | 23.º |